# Гриффин, Эми
Эми Гриффин (англ. Amy Griffin; род. 25 октября 1965, США), урождённая Оллман (англ. Allmann) — американская футболистка и футбольный тренер, выступавшая на позиции вратаря. Чемпионка мира (1991) в составе национальной сборной.

## Карьера

### Студенческая карьера
В футболе дебютировала в 1984 году в женском университетском футбольном клубе «ЮСФ Найтс», за команду которого выступала на протяжении трёх лет.

### Карьера в сборной
В 1987 году дебютировала в официальных матчах в составе женской национальной сборной США по футболу. В 1991 году была в составе национальной команды, завоевавшей золотые медали на первом чемпионате мира среди женщин в Китае.

### Тренерская карьера
Ещё в годы игровой карьеры Гриффин стала работать помощником главного тренера своего бывшего университетского клуба «ЮСФ Найтс», а спустя два сезона перешла на работу в тренерский штаб «Санта-Клара Бронкос». В 1991 году была приглашена на работу в штаб клуба «Сан-Диего Торерос», а уже спустя сезон стала главным тренером университетской команды «Нью-Мексико Лобос». С 1996 года на протяжении восьми сезонов была помощником тренера команды «Вашингтон Хаскис», а затем на протяжении нескольких лет работала в тренерских штабах женских молодёжных сборных США.

## Личная жизнь
Гриффин со своим супругом Джеком и двумя сыновьями проживает в Сиэтле, штат Вашингтон.